# چساس د کانالس
چساس د کانالس (به اسپانیایی: Chozas de Canales) یک شهرستان در اسپانیا است که در استان تولدو واقع شده‌است.

## خصوصیات
چساس د کانالس ۳۳ کیلومترمربع مساحت و ۳٬۴۸۵ نفر جمعیت دارد و ۵۵۷ متر بالاتر از سطح دریا واقع شده‌است.